# Tamir Cohen
Tamir Cohen (en hébreu : תמיר כהן ) est un footballeur professionnel israélien, né le 4 mars 1984 à Tel-Aviv. Il évolue au poste de milieu offensif.
Il est le fils d'Avi Cohen, ancien défenseur du Liverpool FC et des Glasgow Rangers.

## Biographie
Tamir Cohen a commencé sa carrière au Maccabi Tel-Aviv, son club formateur, en 2002 contre le Bnei Yehoudah Tel-Aviv. Il remporte le Championnat en 2003 et la Coupe d'Israël en 2005.
Le 11 janvier 2007, Tamir rejoint le Maccabi Netanya, avant d'être transféré le 1er janvier 2008, aux Bolton Wanderers.
Le 8 août 2011, libéré par le club de Bolton, il retourne dans son pays natal et signe pour 4 ans au Maccabi Haïfa . 

## Bolton
Tamir Cohen dispute son premier match en FA Cup contre Sheffield United, puis marque son premier but en Championnat contre l'ancienne équipe de son père, le Liverpool FC, pour une défaite (1-3) des Bolton Wanderers.
Tamir dispute 10 matchs lors de ses six premiers mois, mais victime d'une grave blessure à la cuisse, il passe tout l'exercice 2008-2009 à l'infirmerie et ne disputera que 4 matchs mais inscrira un but.
Pour la saison 2009-2010, il est très souvent titulaire, à mi-championnat il en est à 15 matchs pour 3 buts.

## Israël
Tamir Cohen a été sélectionné dans toutes les équipes de jeunes en Israël, avant de connaitre sa première sélection A contre la Croatie, le 13 octobre 2007.
Par ailleurs, Cohen est d'origine italienne par sa mère, et possède donc un passeport italien, le rendant donc joueur intracommunautaire.

## Palmarès
- Maccabi Tel-Aviv
  - Vainqueur du Championnat d'Israël : 2003
  - Vainqueur de la Toto Cup : 2005